# Мелекесс (река)
Мелеке́сс — река в России, протекает по Мелекесскому району Ульяновской области. Левобережный приток Волги. Устье реки находится в городе Димитровград (Черемшанский залив). Длина реки составляет 16 км.

## Данные водного реестра
По данным государственного водного реестра России относится к Нижневолжскому бассейновому округу, водохозяйственный участок реки — Куйбышевского водохранилища от посёлка городского типа Камское Устье до Куйбышевского гидроузла, без реки Большой Черемшан. Речной бассейн реки — Волга от верхнего Куйбышевского водохранилища до впадения в Каспий.
Код объекта в государственном водном реестре — 11010000512112100005342.